# Administració Nacional dels Oceans i de l'Atmosfera
L'Administració Nacional dels Oceans i de l'Atmosfera (National Oceanic and Atmospheric Administration o NOAA) és una agència científica del Departament de Comerç del govern dels Estats Units enfocat en l'estudi de les condicions dels oceans i l'atmosfera. És el resultat de la fusió, el 1970 de l' U.S. Coast and Geodetic Survey, del Weather Bureau i de la Comissió del Peix i de la Pesca.
NOAA avisa del temps meteorològic, realitza cartes de mars i de cels, guia sobre l'ús i la protecció dels recursos oceànics i costaners, i condueix estudis per a millorar l'enteniment i l'administració de l'ambient. Les dades col·lectades per l'agència són de gran utilitat pública. A més del seu personal civil, uns dotze mil persones areu del món, conté el NOAA Officers Corps, un cos uniformat d'uns tres cents oficials.
Com a successora del U.S. Coast and Geodetic Survey (Servei de la costa i de la geodèsia), una de les agències més antigues dels Estats Units que va ser creada per Thomas Jefferson el 1807, va celebrar el seu bicentenari el 2007.

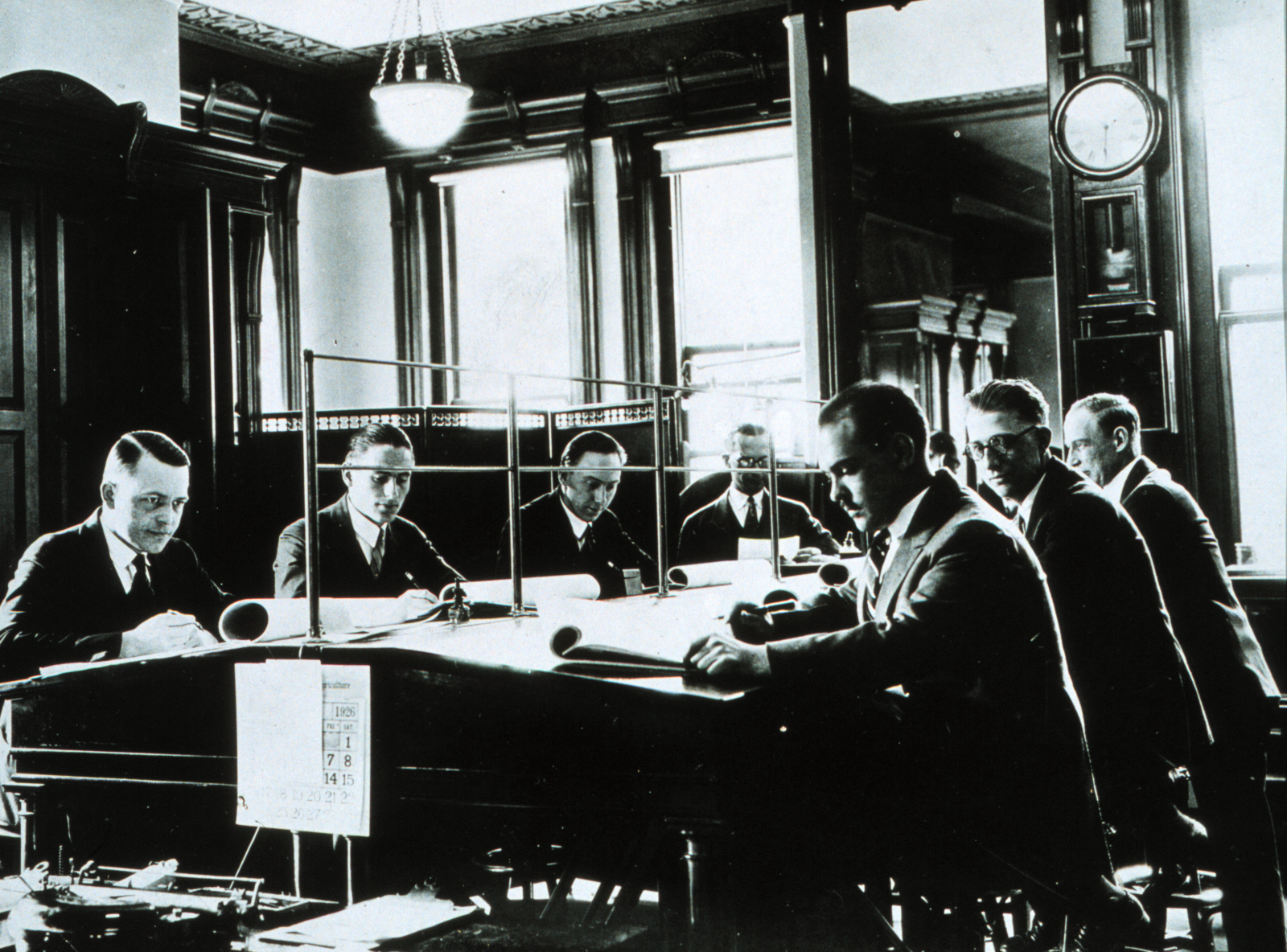
Meteoròlegs de començament del preparant un informe del Servei Nacional Meteorològic

## Referències

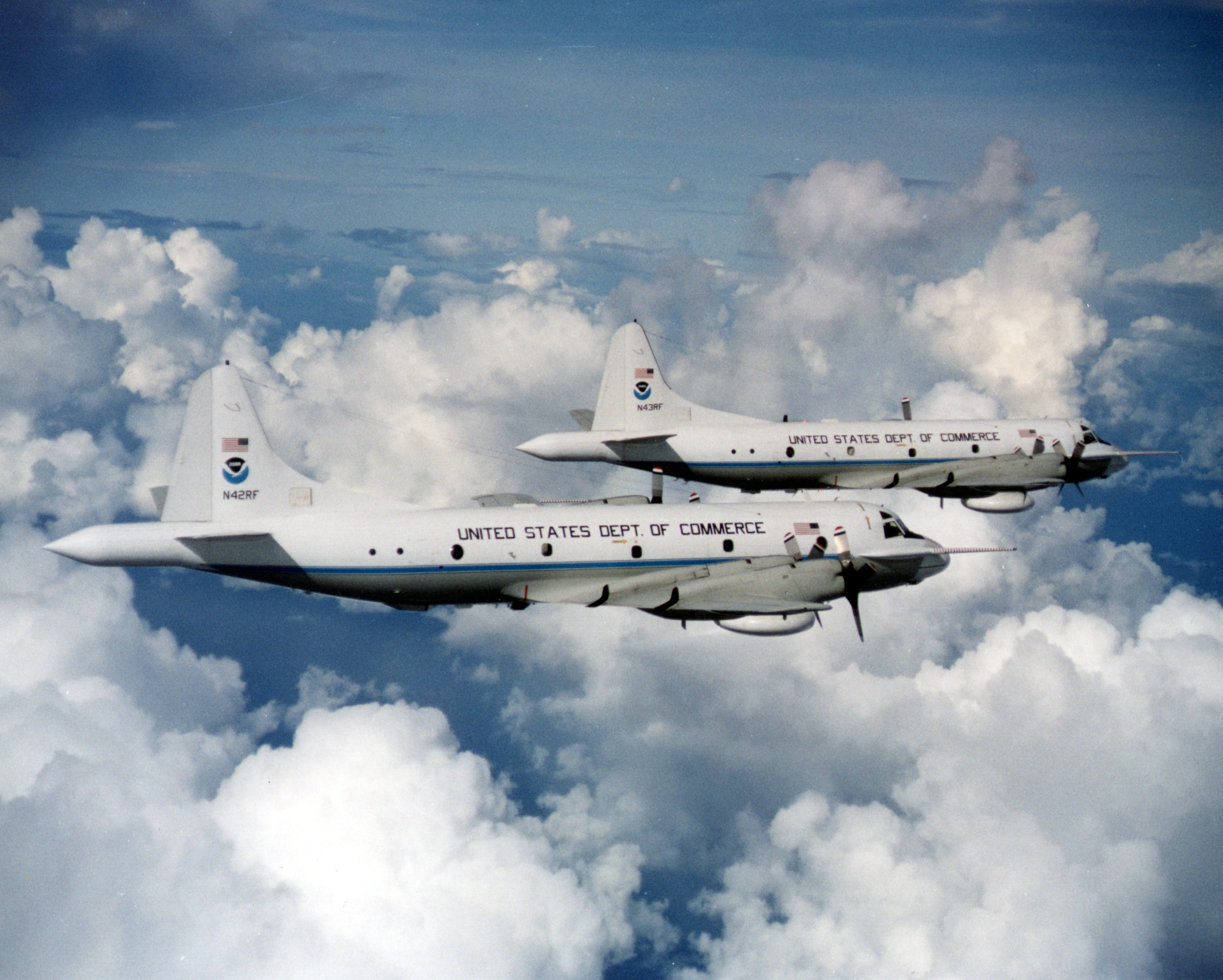
Dues aeronaus cercadores d'huracans de la NOAA